# Радио и телевизия на Словакия
Радио и телевизия на Словакия (на словашки: Rozhlas a televízia Slovenska) е държавната обществена радио и телевизия в Словакия.
Основана е на 1 януари 2011 г., при сливането на Словашкото радио и Словашката телевизия. От 2 август 2022 г. генерален директор е Любош Мачай.